# كيشوماري أيوشيبا
كيشوماري أيوشيبا (植 芝 吉祥 丸 كيشوماري أيوشيبا، ولد في 27 يونيو 1921، في مدينة آيابه (كيوتو) و توفي في 4 يناير 1999) كان خبير في فنون الدفاع اليابانية، آيكيدو. الابن الثالث لموريهيه أويشيبا (植 芝 盛 平 أيوشيبا موريهيه، 1883-1969)، مؤسس آيكيدو و هاتسو أويوشيبا (植 芝 は つ هاتسو أويوشيبا، 1881-1969).